# Euonymus ternifolius
Euonymus ternifolius är en benvedsväxtart som beskrevs av Hand.-mazz. Euonymus ternifolius ingår i släktet Euonymus och familjen Celastraceae. Inga underarter finns listade.